# Петров, Борис Александрович (хирург)
Борис Александрович Петров (19 сентября 1898 — 5 мая 1973 года, Москва) — советский хирург, академик АМН СССР (1966).

## Биография
Родился 19 сентября 1898 года[по какому календарю?]; был вторым ребёнком в семье Александра Исидоровича Петрова.
В апреле 1917 года окончил 10-ю Московскую гимназию, в 1922 году — медицинский факультет МГУ. Затем проходил обучение в аспирантуре под руководством И. К. Спижарного, а затем в клинике, которую возглавлял Н. Н. Бурденко (в летние сезоны 1924—1926 годов вместе с Бурденко выезжал в крымскую грязелечебницу в Саки, где применял консервативно-хирургические методы лечения больных с разнообразными костно-суставными поражениями).
В июне 1927 года — принят на работу выездным врачом скорой помощи при Институте имени Н. В. Склифосовского, где в дальнейшем и работал под руководством В. А. Красинцева и А. X. Бабасинова, а с 1929 по 1948 годы — С. С. Юдина, помогая С. С. Юдину в педагогической (кафедра неотложной хирургии ЦИУВ) и хирургической работе в должности заведующего сначала хирургическим, а затем и травматологическим отделением института.
Во время Великой Отечественной войны — главный хирург Черноморского Военно-Морского Флота, вел этот период организационную и научно-педагогическую деятельность в области популяризации, научного обоснования и внедрения прогрессивных для того времени методов лечения огнестрельных переломов.
В 1944 году был демобилизован и вернулся в Институт имени Н. В. Склифосовского, где опять вместе с С. С. Юдиным развернул большую научно-практическую и педагогическую деятельность, где сначала заведует одной из трех хирургических клиник, а с 1948 года — главный хирург института.
В 1961 году — был избран членом—корреспондентом, а в 1966 году — академиком АМН СССР.
Умер 5 мая 1973 года, похоронен на Введенском кладбище (16 уч.).

## Научная деятельность
Специалист в области полостной хирургии.
Вел исследования в области травматологии, анестезиологии, пластической хирургии, внес существенный вклад в разработку проблемы неотложной хирургии органов брюшной полости.
Первые работы по травматологии посвящены пропаганде шин Брауна, лечению переломов лучевой кости, местной анестезии при переломах, репозиции компрессионных переломов позвоночника, не утративших практического значения до настоящего времени.
Занимался гипсованием переломов костей, доведя это увлечение до степени искусства, эти знания пригодились в период советско-финляндского конфликта для широкого внедрения в госпитальную практику при открытых и закрытых огнестрельных переломах конечностей методом глухого гипсования.
Перед Великой Отечественной войной выполнил ряд интересных исследований, посвященных хирургическому лечению химических ожогов желудка, сулемовых отравлений (декапсуляция почек с цекостомией), профузных желудочных кровотечений, внедрил в практику оригинальный вариант создания подвесной энтеростомы.
В 1943 году — опубликовал монографию «Глухая гипсовая повязка», которая была зачтена в качестве докторской диссертации.
В 1945 году — подготовил монографию «Лечение переломов коленного сустава».
Монография на тему закрытия обширных ожоговых ран была удостоена Государственной премии за 1950 год.
Подготовил и редактировал ряд статей 2-го издания Большой медицинской энциклопедии, в которой работал в должности заместителя ответственного редактора по хирургии.
С 1948 по 1973 годы — работа в журнале «Хирургия»: член редколлегии, заместитель главного редактора (с 1955 года), главный редактор (с 1965 по 1973 годы),
Был включен в состав редколлегии американского журнала «Surgery» и чехословацкого «Acta chirurgica plastica» (1960 года), в феврале 1966 года был избран почетным членом Американского колледжа хирургов с вручением тоги и почетного диплома.
Активно принимал участие в работе Хирургического общества Москвы. В течение 1952—1966 годов избирался председателем (6 лет) и заместителем председателя общества.

## Награды
- Два ордена Ленина
- Орден Красного Знамени
- Орден Отечественной войны I степени
- Медаль «За трудовую доблесть»
- Сталинская премия за выдающиеся изобретения и коренные усовершенствования методов производственной работы (1952) (в области медицины, второй степени) — за разработку метода свободной пересадки кожи при больших дефектах